# 田紱
田紱（1467年—？），字大章，湖廣荊州府松滋縣人，軍籍，明朝政治人物。

## 生平
湖廣鄉試第三十四名舉人。弘治十五年（1502年）中式壬戌科會試第一百四十五名，三甲第一百三十七名進士。

## 家族
曾祖田文忠；祖父田誠；父田瓊，府學教授。嫡母彭氏；繼母王氏；生母趙氏。慈侍下。